# Peter Tarnoff

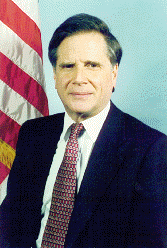
Peter Tarnoff

Peter Tarnoff (* 19. April 1937 in Brooklyn, New York City; † 1. November 2023) war ein US-amerikanischer Diplomat, der als United States Under Secretary of State für politische Angelegenheiten den dritthöchsten Posten im Außenministerium der Vereinigten Staaten bekleidete und auch langjähriger Präsident des Council on Foreign Relations war.

## Leben
Nach dem Besuch einer High School in Montreal studierte Tarnoff Philosophie an der Colgate University in New York und schloss dieses Studium mit einem Bachelor of Arts (B.A. Philosophie) ab. Nach weiteren Studien an der University of Chicago sowie der Universität Paris trat er in den diplomatischen Dienst ein und war zunächst von 1962 bis 1964 Politischer Referent an der Botschaft in Nigeria sowie danach Sonderassistent des stellvertretenden Botschafters in Südvietnam, U. Alexis Johnson. Anschließend war er von 1965 bis 1966 Sonderassistent von Henry Cabot Lodge junior, dem damaligen Botschafter in Südvietnam, ehe er ins State Department zurückkehrte und dort ein Jahr lang Analytiker für Nigeria im Büro für Geheimdienste und Forschung war.
1967 wurde er erneut Sonderassistent von Henry Cabot Lodge Jr., der nunmehr Sonderbotschafter (Ambassador-at-Large) war und 1968 Leiter der US-Delegation für die Friedensverhandlungen zur Beendigung des Vietnamkrieges in Paris wurde. 1969 wurde er Sonderassistent von Kenneth Rush, dem Botschafter in der Bundesrepublik Deutschland. Nachdem er 1970 Gelehrter an der École nationale d’administration (ENA), die traditionell die Elite der französischen Verwaltungsbeamten ausbildet, wurde, war er nach Beendigung dieser Tätigkeit zwischen 1971 und 1973 Generalkonsul in Lyon.
Im Anschluss war Tarnoff von 1973 bis 1975 stellvertretender Botschafter in Luxemburg und kehrte danach ins Außenministerium nach Washington, D.C. zurück, und war dort erst Direktor des Amtes für Forschung und Analyse Westeuropas sowie danach von 1977 bis 1981 als US Executive Secretary of State Direktor des Exekutivsekretariats und der Verwaltung des State Department.
1981 schied er nach der Wahl von US-Präsident Ronald Reagan aus dem Außenministerium aus und war in der Folgezeit von 1983 bis 1986 zunächst Exekutivdirektor des World Affairs Council of Seattle, einer 1951 gegründeten überparteilichen Non-Profit-Organisation, die sich mit außenpolitischen Fragen befasst. Anschließend war er von 1986 bis 1993 Präsident des Council on Foreign Relations.
Nach der Wahl von Bill Clinton zum US-Präsidenten kehrte er im März 1993 ins Außenministerium zurück und übernahm dort bis April 1997 als Under Secretary of State für politische Angelegenheiten die dritthöchste Position ein. In dieser Funktion provozierte er 1993 einen Eklat, als er eine Übernahme der Rolle der „Weltpolizei“ durch die USA ablehnte. Obwohl dies der Intention von Präsident Clinton und Außenminister Warren Christopher entsprach, wurde Tarnoffs Ansicht durch Christopher selbst mit den Worten „Wir werden führen“ relativiert.
Danach war er zeitweise Direktor des Pacific Council on International Policy, einer 1995 gegründeten überparteilichen Organisation, die sich in Zusammenarbeit mit dem Council on Foreign Relations ebenfalls mit außenpolitischen Fragen befasst.